# Francesco Manno

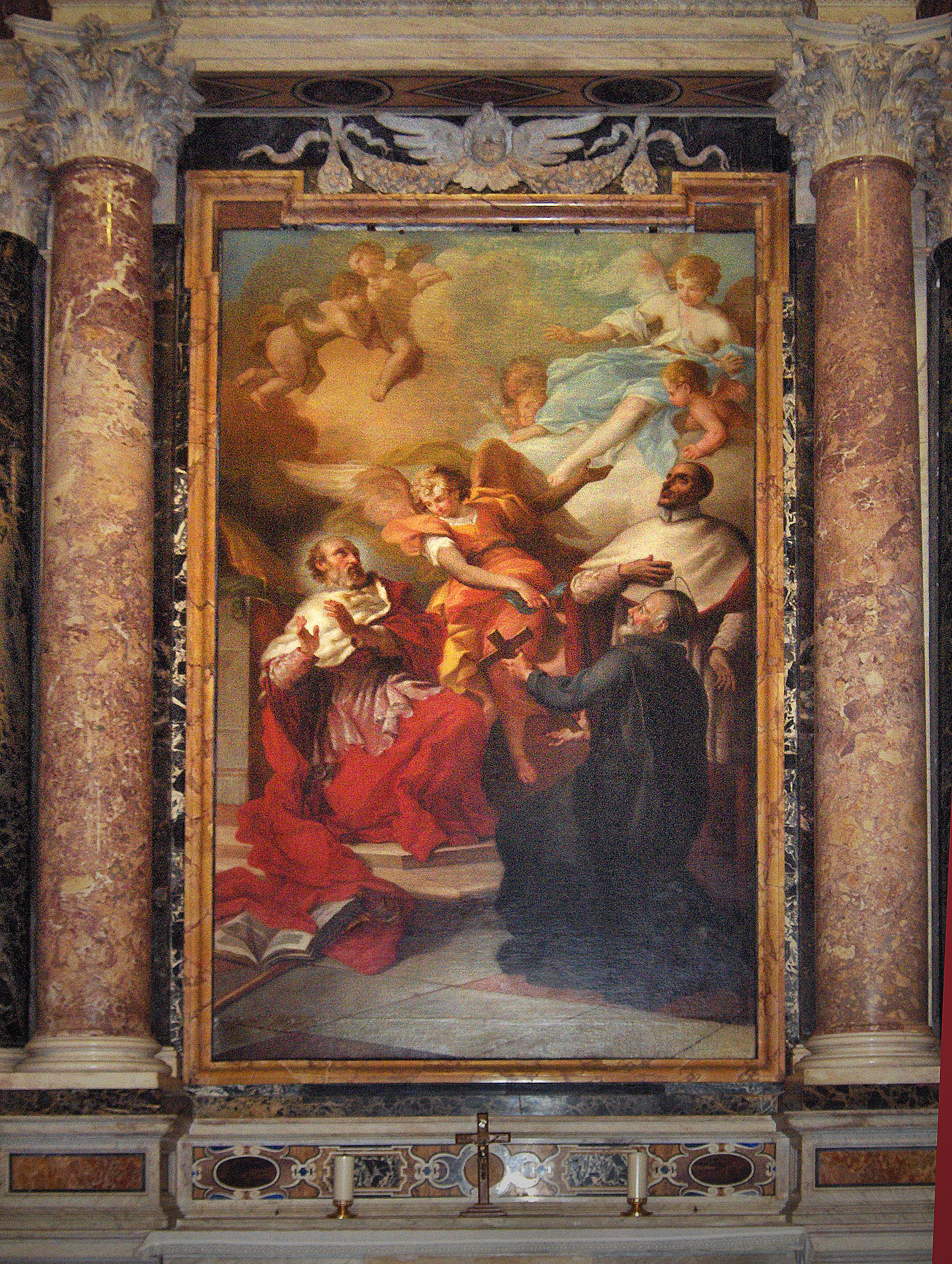
Sant'Andrea della Valle, pala d'altare di Francesco Manno

Francesco Manno (Palermo, 20 novembre 1752 – Roma, 18 giugno 1831) è stato un pittore e architetto italiano.

## Biografia
Figlio di Girolamo e di Petronilla Salsella (o Sabella?) si dedicò prima all'oreficeria, quindi alla pittura, seguendo l'esempio dei fratelli Vincenzo e Antonio. Quest'ultimo fu accademico di San Luca. Le opere di esordio di Francesco Manno sono un ritratto di Ferdinando di Borbone - fino al 1934 conservato nella Galleria nazionale di Palermo - e il bozzetto Trionfo di San Giuseppe, ora alla Galleria regionale della Sicilia, a Palazzo Abatellis.

### Primi anni a Roma
Intorno al 1786 Francesco Manno arrivò a Roma e lavorò prima con Pompeo Batoni, di cui subì il fascino e l'influsso; poi, nel 1787, si trasferì nello studio del pittore spagnolo Francisco Preciado de la Vega che era stato un allievo di Sebastiano Conca. Manno si fece subito conoscere come artista prolifico, preciso e attento e non gli mancarono onori e committenze. Fu uno degli artisti preferiti per le cerimonie di canonizzazione, ma lavorò anche per chiese romane di rito ortodosso. Non dimenticò mai la sua Patria di origine e molte chiese e musei in Sicilia oggi posseggono sue opere.
Vinse nel 1786 il primo premio al concorso Balestra, con Clelia passa il Tevere, tela conservata all'Accademia di San Luca. Per la chiesa di San Teodoro al Palatino dipinse San Giuliano e la tela I beati Nicolò Fattor e Tommaso de Cori, nel 1786; nel 1787 realizzò I beati Sebastiano Apparizio e Giuseppe della Croce.
La grande tela Beato Nicola da Longobardi riceve la croce dal Redentore, che dipinse nel 1786, per la chiesa di San Francesco di Paola, si conosce perché ne fu ricavata una stampa. Della tela Madonna col Bambino e Santi domenicani, dipinta nel 1787, per il monastero palermitano della Pietà, si conserva un disegno preparatorio.
Un suo dipinto, firmato, datato 1788 e intitolato Carlo Marchionni umilia alla santità di papa Pio VI il progetto per la sagrestia di San Pietro, si trova oggi nella collezione romana Lemme. In questo quadro, oltre all'architetto Marchionni e al papa, sono presenti sette figure allegoriche: Intelletto, Buon Governo, Liberalità, Devozione, Consiglio, Tempo e Fama che, da una finestra, suona la sua tromba. Sullo sfondo si vedono il cardinal nipote Romoaldo Braschi-Onesti e il cardinale Enrico Benedetto Stuart, duca di York. Nella collezione Lemme c'è anche una Deposizione, dipinta intorno al 1815.
A Palazzo Altieri, in piazza del Gesù, fra il 1791 e il 1793 Manno realizzò Ersilia porge a Romolo un ramoscello d'ulivo, in uno stile che arieggia il neoclassicismo. Le tele di Manno posseggono sempre una cromia smagliane e le figure hanno pose eleganti e sono poste su piani diversi, secondo una composta geometria di diagonali, ricalcata dai grandi maestri.

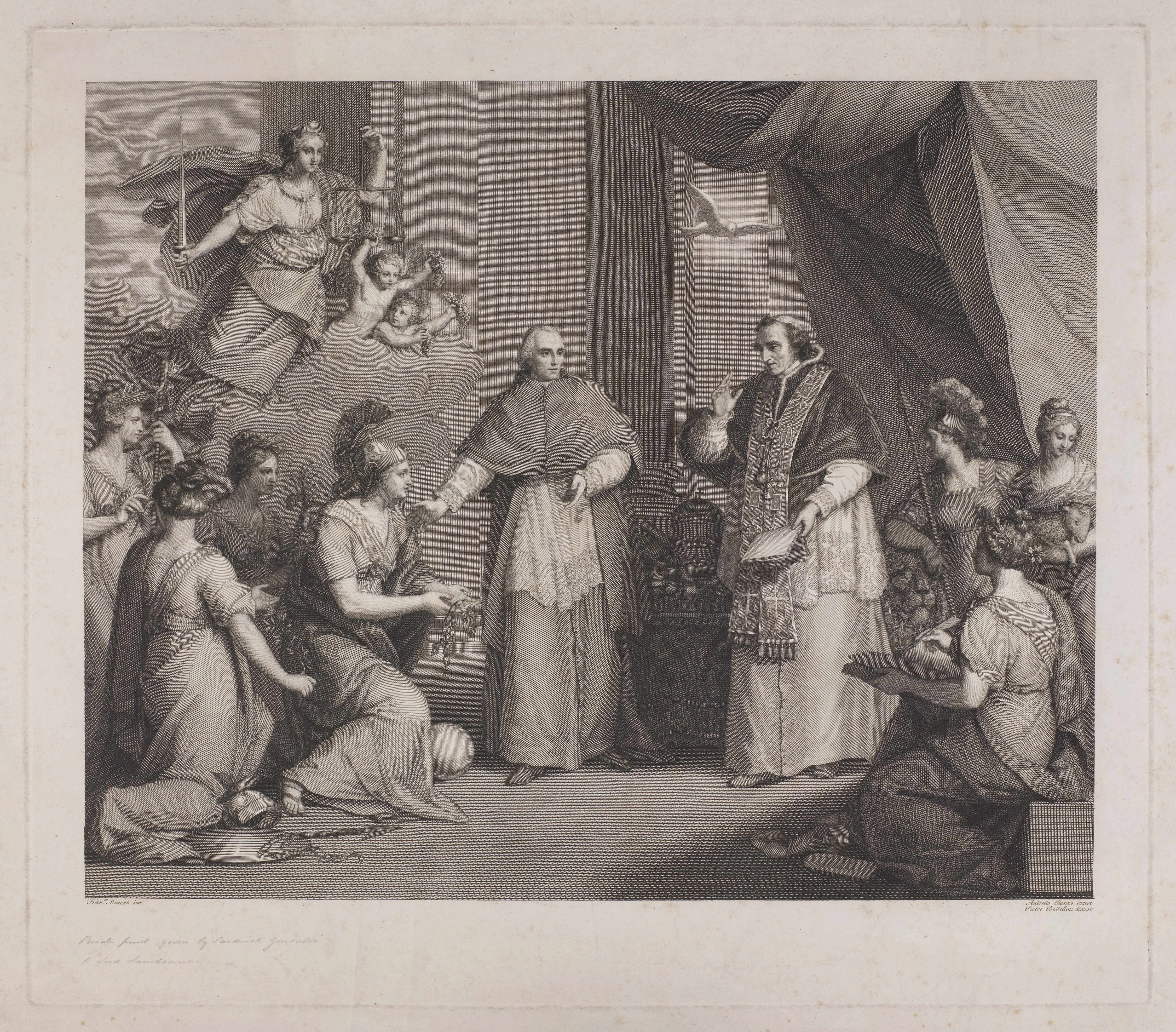
Restaurazione a Roma. Il papa con le Legazioni, incisione da Francesco Nanno

Dal 1798 Manno ebbe lo studio nella Sala dantesca di Palazzo Poli. Dal 1794 fu membro della Congregazione dei Virtuosi al Pantheon di cui, in anni vari, ebbe la carica di reggente o di camerlengo. Nel 1800 Pio VII lo nominò pittore dei Sacri Palazzi. Divenne accademico di San Luca nel 1806.
La tela, poi perduta, Beato Bernardo da Offida, cappuccino, in colloquio con cinque vescovi è nota per un'incisione, realizzata da Alessandro Mochetti nel 1796. Nel ritratto di Ascanio de Giannetti, ora alla Pinacoteca comunale di Spoleto, si nota un accenno allo stile purista, che si diffonderà più tardi, in pieno Ottocento. Si può dire che Francesco Manno segni il passaggio dal Settecento maturo - che arieggia al classicismo - al manierismo ottocentesco, sfiorando appena il neoclassicismo.

### Manno pittore e architetto
Nel 1799 l'Arciconfraternita dei Siciliani, a Roma, chiese a Melchiorre Passalacqua (figlio dell'architetto Pietro Passalacqua) e a Francesco Manno di presentare un progetto di ricostruzione della chiesa di Santa Maria Odigitria - appartenente alla Nazione siciliana - distrutta durante la dominazione francese. Non si poté ottenere da Vincenzo Pacetti il disegno della decorazione originaria, da lui dipinta nel 1766 e totalmente perduta. Scartato il progetto del Passalacqua, nel 1814 iniziò il restauro della chiesa, sul progetto del Manno.
Nella tribuna della basilica di San Bartolomeo all'Isola, nel 1806 Manno dipinse la tela con il martirio del Santo. Nel 1807 progettò la cappella della Pietà, nella basilica dei Santi XII Apostoli, nel Rione Trevi, decorandola con la pala d'altare dal titolo Deposizione della Croce, da lui firmata e datata 1815.
Dipinse anche stendardi per la basilica di San Pietro, in occasione della canonizzazione di Francesco Caracciolo e di Coletta di Corbie (al secolo Nicolette Boilet); realizzò nello stesso periodo due medaglioni, raffiguranti Miracoli di Francesco Caracciolo e Miracolo di Benedetto da San Fradelo e la tela Santa Giacinta Marescotti e il beato Ranieri dal Borgo adorano il Sacro Cuore, firmata, datata 1808 e destinata alla chiesa di San Teodoro al Palatino.
Nel 1808 realizzò anche il ciclo di dipinti Scene della vita di Francesco Caracciolo, per la basilica di San Lorenzo in Lucina, dove furono poste anche le sue tele San Francesco Caracciolo adora il Santissimo Sacramento e Il Santo converte una cortigiana, che nel 1909 sono state trasferite nella chiesa di Sant'Angelo in Pescheria. 
Nel 1809 Manno eseguì un ritratto di Angelica Kauffmann, traendolo dalla copia fatta dal pittore inglese Joshua Reynolds, e lo donò all'Accademia di San Luca.
Nel palazzo del Quirinale, tra il 1822 e il 1823, dipinse nella sala degli ambasciatori il Giudizio di Salomone, tra i due tondi Allegoria della Giustizia e Allegoria della Scienza; dipinse nella stessa sala anche San Michele in atto di proteggere il Sommo Pastore della Chiesa e una Potestà pontificale.
Nel 1818 nella Chiesa dei Santi Vincenzo e Anastasio a Trevi, di fronte alla famosa fontana, dipinse sulla volta il Redentore che presenta a Dio Padre la mensa eucaristica con San Francesco Caracciolo e i SS. Vincenzo e Anastasio; al centro della tribuna dipinse il Divino Agnello e agli angoli del catino dell'abside Quattro angeli con simboli delle Virtù cardinali. Realizzò anche una Annunciazione, ora al Museo diocesano di Palermo.
Per la beatificazione di Angelo d'Acri, nel 1825, decorò lo stendardo e i medaglioni ovali con i Miracoli del Beato e il Beato in gloria. Nel 1830 affrescò, con le Storie di Guglielmo II d'Altavilla, il palazzo Arcivescovile di Monreale che oggi ospita il Museo Diocesano di Monreale.
Fu sepolto a Roma, nella chiesa di Santa Maria Odigitria, della Nazione siciliana.

### Altre opere
- XVIII secolo, Assunzione di Maria Vergine, dipinto, opera documentata nella chiesa del Santissimo Salvatore di Palermo.[3]
- XVIII secolo, Madonna del Rosario[4] raffigurata con San Domenico, San Tommaso d'Aquino, Papa Pio V, Santa Rosa da Lima, Santa Caterina d'Alessandria e la beata Margherita di Savoia, dipinto su tela, attribuzione controversa ad Olivio Sozzi, opera custodita nella chiesa di Santa Maria della Pietà di Palermo.
- 1787, Vergine col Bambino raffigurata con San Vincenzo Ferrer, il Beato Pietro Geremia, San Giovanni da Caccamo, Sant'Antonino Vescovo di Firenze e la beata Margherita di Savoia, dipinto su tela, ipotetica collaborazione con il fratello Antonio, anche se il quadro riporta soltanto la firma di Francesco, il luogo della realizzazione (Roma) e la datazione, opera custodita nella chiesa di Santa Maria della Pietà di Palermo.[5]
- XVIII secolo, Trinità, la Madonna con il Cristo morto, Santi, Profeti e Apostoli che intercedono per le anime del Purgatorio, dipinto sintesi di una probabile collaborazione con il fratello Antonio, opera custodita nella chiesa delle Santissime Anime del Purgatorio di Ragusa Ibla.
- 1780, Cristo alla colonna, dipinto sintesi di una probabile collaborazione con il fratello Antonio, opera custodita nella cappella eponima della cattedrale di San Giovanni Battista di Ragusa.